# Борщівник Мантегацці

Борщівник Мантегацці (Heracleum mantegazzianumm) — рослина роду борщівник, найбільший представник родини окружкові, принаймні в межах Євразії (більшими за нього виростає тільки Північно-американський борщівник велетенський). Природний ареал борщівника Мантегацці знаходиться в межах гір Малого Кавказу. Раніше вирощувався в країнах Західної Європи як декоративна рослина, але здичавів і поширився за межі розплідників.

## Опис рослини
Борщівник Мантегацці за зовнішнім виглядом дуже схожий на борщівник Сосновського, але має більш високе стебло (іноді до 6 метрів) і більш вузьке, та глибше посічене листя. Діаметр стебла зазвичай 5-10 см, він часто пурпуровий або з пурпуровими плямами. Листя густо-зелені, до 3 м довжиною, 3-5-роздільні, з пір'ястими сегментами. Суцвіття — складний зонтик з 30-150 променями, складається з білих квіток, число яких на одній рослині може перевищувати 80 000. Цвіте в червні-серпні.
Овальні плоди, спочатку зеленого кольору, в міру дозрівання висихають, стають більш щільними і набувають коричневого забарвлення, на них з'являються набряклі коричневі маслянисті прожилки. Як і у інших зонтичних, у борщівника Мантегацці плід — двосім'янка. Важливою діагностичною ознакою цього виду є відсутність на плодах волосків, за чим його можна відрізнити від борщівника Сосновського. Як і інші борщівники, є монокарпіком, тобто цвіте всього один раз в житті і відмирає відразу після дозрівання плодів.

### Відмінності в морфології
Гігантські інвазійні борщівники мають ряд відмінностей в морфології, завдяки яким можна розрізнити: це будова листків та стебла, максимальна висота рослин в період цвітіння та будова плодів. Так листки Heracléum sosnówskyi зазвичай трійчасторозділені, рідше перисті, окремі лопаті листкової пластинки еліптичні, розрізи на них неглибокі. Натомість в Heracléum mantegazziánum листки частіше пальчасто- чи перисто–розділені, їх окремі лопаті видовжені, вузькі, розрізи на них значно глибші і часто доходять до центральної жилки.
Під час цвітіння рослини Heracléum sosnówskyi зазвичай виростають до 1 — 3 м і рідко до 3,5, в той же час висота квітучих Heracléum mantegazziánum складає від 2 до 4 і більше метрів.
Двосім'янки борщівника Сосновського еліптичні та запушені, а в борщівника Монтегацці округлі та не запушені.

## Поширення

Поширення у Європі, станом на 2005р.

Первинний ареал включає в себе гори Кавказу на території Грузії Вірменії та Азербайджану.
Борщівник Мантегацці — класичний приклад інвазивного виду. У XIX столітті рослину завезли до Великої Британії, де вирощували як декоративну. Однак потім вона поширилася майже по всій Західній Європі і дісталося навіть до США. В Україні вид відмічений в Криму на Волині та в Львівській області.

## Небезпека для людини
Борщівник Мантегацці не просто злісний бур'ян. Ця рослина також виділяє токсичні фуранокумаріни, які на сонячному світлі викликають сильні опіки. Через це рекомендується оберігати дітей від заростей борщівника Мантегацці. У багатьох країнах Західної Європи та США розгорнута боротьба з його поширенням.